# Will Gluck
Will Gluck (New York, 1978–) amerikai filmrendező, filmproducer, forgatókönyvíró, dalszerző és filmzeneszerző.

## Élete és pályafutása
Carol Gluck amerikai akadémikus, japanológus és Peter L. Gluck építész fia. Karrierjét televíziós íróként kezdte, olyan műsorokon dolgozott, mint a Grosse Pointe, Luis és Andy Richter Controls the Universe. Pam Bradyvel közösen alkotta és készítette a Fox-os The Loop című sorozatát.
Gluck következő filmje, a Nyúl Péter 2018. február 9-én került a mozikban. A főszerepekben Rose Byrne, Domhnall Gleeson, szinkronhangként James Corden, Margot Robbie, Daisy Ridley, Elizabeth Debicki és Sia hangja hallható. Ez lett az eddigi legsikeresebb filmje anyagilag, világszerte több mint 351 millió dolláros bevételt hozott.
Legutóbbi filmjét, a Nyúl Péter 2. – Nyúlcipőt márciusra tervezték világszerte bemutatni, de a COVID-19 világjárvány miatt elhalasztották. Végül 2021. június 11-én mutatták be világszerte.

## Nagyjátékfilmek
| 2009 | Pomponsrácok             | Igen | Igen | Igen |                           |
| 2010 | Könnyű nőcske            | Igen | Nem  | Igen |                           |
| 2011 | Barátság extrákkal       | Igen | Igen | Igen |                           |
| 2014 | Mi történt az éjjel?     | Nem  | Nem  | Igen |                           |
| 2014 | Annie                    | Igen | Igen | Igen | Szövegíró és dalszerző is |
| 2018 | Nyúl Péter               | Igen | Igen | Igen |                           |
| 2021 | Nyúl Péter 2. – Nyúlcipő | Igen | Igen | Igen |                           |
| 2023 | Imádlak utálni           | Igen | Igen | Igen |                           |

## Televízió
- Grosse Pointe (2000–01)
- Hivatalból vesztes (2001–02)
- Luis (2003–04) (alkotó is)
- The Loop  (2006–07) (társalkotó is)
- The Michael J. Fox Show (2013–14) (társalkotó is)
- The McCarthys (2014–15)
- Holdfényváros (2015)
- Angry Angel (2017)
- Encore! (2019–)
- Woke (2020-)
- Sneakerheads (2020-)